# Saint Philip (Antigua i Barbuda)
Saint Philip – jeden z 6 okręgów, zwanych tradycyjnie parafiami (ang. parish), w Antigui i Barbudzie, znajdujący się we wschodniej części wyspy Antigua.